# Alysson ratzeburgi
Alysson ratzeburgi Dahlbom, 1843 — вид песочных ос из подсемейства Bembicinae (триба Alyssontini).

## Распространение
Палеарктика. Европа, Сибирь, Курильские острова, Корея.

## Описание
Мелкие осы (6-8 мм). У самок тело чёрное. Гнездятся в земле. Ловят мелких цикадок.

## Систематика
Относится к трибе Alyssontini.